# Računalniška miška
Računálniška míška ali samo míška je ena izmed najbolj razširjenih naprav (poleg tipkovnice) za interaktivno delo z računalnikom. Lahko jo uvrstimo tudi v podskupino vhodnih naprav, kazalne naprave (ang. pointing device). Običajna miška je opremljena z gumbi (največkrat tremi), srednja tipka pa je pogosto kombinirana s kolescem, ki poleg pritiska omogoča tudi vrtenje.
Ime miška verjetno izvira iz podobnosti klasične računalniške miške z dvema tipkama z njeno živalsko sorodnico.
Z miško izbiramo objekte in aktiviramo ukaze, ki jih vidimo na zaslonu računalnika. Tehnološke izvedbe miške so različne glede na:
- način sledenja premikanju:
  - s kroglico
  - optično (obstajajo izvedbe, ki delujejo na poljubni ravni podlagi, in takšne, ki zahtevajo posebno podlago)
- povezava z računalnikom:
  - žična
  - brezžična
- število gumbov
  - od enega celo do pet, najpogosteje dva ali trije. Uporabljajo pa se tudi »igralske miške« ki imajo 10 ali celo več gumbov. Te se predvsem uporabljajo za igrice.

Osnovne akcije pri delu z miško so:
- klik
- dvojni klik
- klik in vlek
- vrtenje kolesca

Kaj in kako delamo z miško je odvisno od programa, s katerim trenutno delamo. Program mora prepoznati signale, ki prihajajo iz miške preko programskega gonilnika za miško.
Dvójni klík (pogovorno tudi »dvoklík«) je dvakratni klik na enega izmed gumbov na računalniški miški, ki se naredi z določeno hitrostjo (po navadi v eni sekundi). Hitrost dvojnega klika je prilagodljiva, vendar je to odvisno od operacijskega sistema. Po navadi dvojni klik sproži dogodke, kot so zagon programov, ogledovanje datotek, ipd. Če dvojno kliknemo po ikoni izvršljivega programa, se bo ta program zagnal. Dvoklik na ostale vrste datotek odpre datoteko v pripadajočem programu, seveda če je ustrezni program nameščen in je v nastavitvah ta tip datoteke povezan s programom.
S klikom na levo tipko navadno izbiramo objekte, gumbe, funkcije v menujih in označujemo besedilo, ki se ob tem shrani v »odložišče« (ang. clipboard). Klik na srednjo tipko ima v odvisnosti od programa zelo različne funkcije. Praviloma pa pomeni funkcijo »prilepi« (ang. paste), kjer se na trenutno mesto vstavi vsebina iz odložišča. Zelo različne funkcije ima tudi klik na desno tipko, praviloma pa se odpre padajoči meni z dodatnimi možnostmi.
Vrtenje kolesca omogoča hitrejše premikanje po daljših dokumentih. Pri tem se premika samo okno za vpogled v dokument, mesto kazalčka ostane na istem mestu! S pritiskom na kolesce se (odvisno od programa in različice OS) spremeni slika kazalčka in pozicioniranje kazalčka v zgornji del ekrana pomeni premikanje proti začetku dokumenta, premik v spodnji del pa proti koncu dokumenta. Ponoven pritisk na kolesce ukine to funkcijo in slika kazalčka postane normalna (odvisna od nastavitev).

## Zgodovina
9.decembra 1968 je bila na zaslonu interaktivnih naprav v Kaliforniji predstavljena računalniška miška. Ta pripomoček je leta 1970 patentiral Douglas Engelbart.
Prvi računalnik z miško, je bil Xerox 8010 Star Information System, predstavljen leta 1981. Miška podjetja Xerox je imela tri gumbe in je stala 400 dolarjev, kar ustreza skoraj 1.000 dolarjem v cenah iz leta 2012, prilagojenih inflaciji. Leta 1983 je Apple lansiral na trg lastno miško z enim gumbom za računalnik Lisa, katere cena je bila znižana na 25 dolarjev. Miška je postala splošno znana zaradi uporabe v računalnikih Apple Macintosh in pozneje v Windows za IBM PC združljive računalnike.
Trenutno so postale tudi razširjene druge vhodne naprave – sledilne ploščice, zasloni na dotik, grafični tablični računalniki itd. Kljub temu se vsako leto pojavijo novi modeli računalniških miši. Leta 2009 je Apple lansiral na trg Magic Mouse, ki namesto gumba uporablja sledilno ploščico ter prepozna različne kretnje. Igralne miši se lahko štejejo za ločen razred. Njihova zgodovina je povezana z blagovno znamko Razer, ki je leta 1998 vložila velika sredstva za razvoj naprave za oblikovalce, igralce in uporabnike CAD. Zdaj lahko najdete naprave za vsak okus: proračunske, kompaktne, modne in igralne. Proizvajalci upoštevajo vse: od vrste oprijema do stopnje občutljivosti in žanra igre.